# Rajd Niemiec 2008

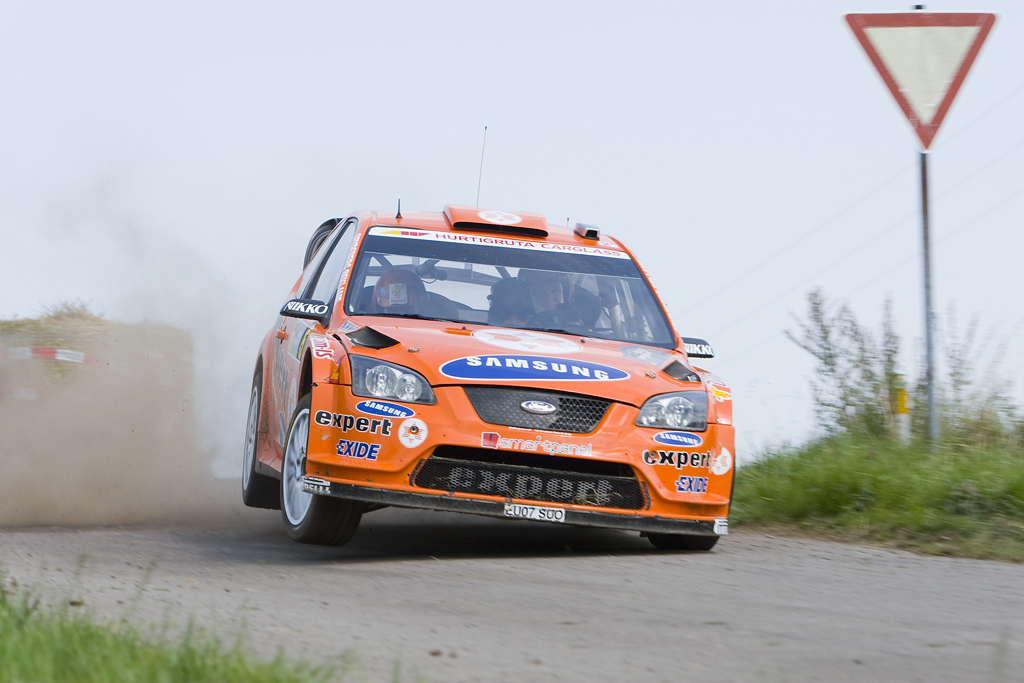
Henning Solberg podczas rajdu

Rezultaty Rajdu Niemiec (27. ADAC Rallye Deutschland), eliminacji Rajdowych Mistrzostw Świata, w 2008 roku, który odbył się w dniach 15–17 sierpnia. Była to dziesiąta runda czempionatu w tamtym roku i druga asfaltowa, a także piąta runda serii Junior WRC. Bazą rajdu było miasto Trewir. Zwycięzcami rajdu została francusko-monakijska załoga Sébastien Loeb/Daniel Élena jadąca Citroënem C4 WRC. Wyprzedzili oni Hiszpanów Daniela Sordo i Marca Martíego w Citroënie C4 WRC oraz belgijsko-francuską parę François Duval/Patrick Pivato, także w Fordzie Focusie RS WRC 07. Z kolei zwycięstwo w Junior WRC odnieśli Francuzi Sébastien Ogier i Julien Ingrassia w Citroënie C2 S1600.
Sébastien Loeb wygrał Rajd Niemiec po raz siódmy z rzędu. Stał się pierwszym kierowcą, który tego dokonał, a także drugim kierowcą, który zwyciężył w tej samej imprezie po raz siódmy. Wyrównał tym samym rekord Marcusa Grönholma z Rajdu Finlandii.
Na piątym odcinku specjalnym Gianluigi Galli uległ wypadkowi, z powodu którego musiał wycofać się z rajdu. Zawodnik złamał kość udową. Kontuzja ta wykluczyła go ze startów na 5 miesięcy.

## Klasyfikacja ostateczna
| Msc.     | Kierowca           | Pilot             | Samochód               | Czas      | Strata   | Grupa | Punkty |
| WRC      | WRC                | WRC               | WRC                    | WRC       | WRC      | WRC   | WRC    |
| -------- | ------------------ | ----------------- | ---------------------- | --------- | -------- | ----- | ------ |
| 1.       | Sébastien Loeb     | Daniel Élena      | Citroën C4 WRC         | 3:26:19.7 |          | A8 M  | 10     |
| 2.       | Daniel Sordo       | Marc Martí        | Citroën C4 WRC         | 3:27:07.4 | +47.7    | A8 M  | 8      |
| 3.       | François Duval     | Patrick Pivato    | Ford Focus RS WRC 07   | 3:27:39.7 | +1:20.0  | A8 M  | 6      |
| 4.       | Mikko Hirvonen     | Jarmo Lehtinen    | Ford Focus RS WRC 07   | 3:27:49.8 | +1.30.1  | A8 M  | 5      |
| 5.       | Petter Solberg     | Phil Mills        | Subaru Impreza WRC2008 | 3:28:55.0 | +2:35.3  | A8 M  | 4      |
| 6.       | Chris Atkinson     | Stéphane Prévot   | Subaru Impreza WRC2008 | 3:31:05.6 | +4:45.9  | A8 M  | 3      |
| 7.       | Henning Solberg    | Cato Menkerud     | Ford Focus RS WRC 07   | 3:31:55.9 | +5:36.2  | A8    | 2      |
| 8.       | Urmo Aava          | Kuldar Sikk       | Citroën C4 WRC         | 3:31:57.5 | +5:37.8  | A8    | 1      |
| 9.       | Jari-Matti Latvala | Miikka Anttila    | Ford Focus RS WRC '08  | 3:32:36.9 | +6:17.2  | A8 M  |        |
| 10.      | Toni Gardemeister  | Tomi Tuominen     | Suzuki SX4 WRC         | 3:33:36.5 | +7:16.8  | A8 M  |        |
| JWRC     |                    |                   |                        |           |          |       |        |
| 1. (19.) | Sébastien Ogier    | Julien Ingrassia  | Citroën C2 S1600       | 3:47:36.0 |          | A6    | 10     |
| 2. (22.) | Aaron Burkart      | Michael Kölbach   | Citroën C2 S1600       | 3:51:10.2 | +3:34.2  | A6    | 8      |
| 3. (25.) | Alessandro Bettega | Simone Scattolin  | Renault Clio R3        | 3:52:50.4 | +5:14.4  | A7    | 6      |
| 4. (26.) | Shaun Gallagher    | Paul Kiely        | Citroën C2 S1600       | 3:53:16.9 | +5:40.9  | A6    | 5      |
| 5. (30.) | Simone Bertolotti  | Daniele Vernuccio | Renault Clio S1600     | 3:58:51.7 | +11:15.7 | A6    | 4      |
| 6. (34.) | Kevin Abbring      | Björn Degandt     | Renault Clio R3        | 4:09:57.9 | +22:21.9 | A7    | 3      |
| 7. (36.) | Andrea Cortinovis  | Giancarla Guzzi   | Renault Clio S1600     | 4:10:55.5 | +23:19.5 | A6    | 2      |
| 8. (38.) | Florian Niegel     | André Kachel      | Suzuki Swift S1600     | 4:12:35.9 | +24:59.9 | A6    | 1      |

1. ↑  Litera M przy oznaczeniu grupy do której należy samochód oznacza, iż tylko ci kierowcy zdobywali punkty dla swoich zespołów liczonych w klasyfikacji producentów na koniec sezonu.

## Zwycięzcy odcinków specjalnych
| Dzień      | Odcinek | G. rozp. | Nazwa                | Długość | Zwycięzca                                       | Czas    | Lider rajdu    |
| ---------- | ------- | -------- | -------------------- | ------- | ----------------------------------------------- | ------- | -------------- |
| 1 (15 SIE) | SS1     | 09:13    | Ruwertal / Fell 1    | 21.22km | Sébastien Loeb                                  | 11:31.6 | Sébastien Loeb |
| 1 (15 SIE) | SS2     | 10:26    | Grafschaft Veldenz 1 | 23.04km | Sébastien Loeb                                  | 13:14.4 | Sébastien Loeb |
| 1 (15 SIE) | SS3     | 11:19    | Moselland 1          | 9.82km  | Sébastien Loeb                                  | 5:29.3  | Sébastien Loeb |
| 1 (15 SIE) | SS4     | 14:52    | Ruwertal / Fell 2    | 21.22km | Sébastien Loeb                                  | 11:28.7 | Sébastien Loeb |
| 1 (15 SIE) | SS5     | 16:05    | Grafschaft Veldenz 2 | 23.04km | Sébastien Loeb                                  | 13:12.3 | Sébastien Loeb |
| 1 (15 SIE) | SS6     | 16:58    | Moselland 2          | 9.82km  | Sébastien Loeb                                  | 5:26.2  | Sébastien Loeb |
| 2 (16 SIE) | SS7     | 8:18     | Bosenberg 1          | 19.12km | Sébastien Loeb                                  | 10:50.1 | Sébastien Loeb |
| 2 (16 SIE) | SS8     | 08:51    | Freisen / Westrich 1 | 16.16km | Sébastien Loeb                                  | 9:26.9  | Sébastien Loeb |
| 2 (16 SIE) | SS9     | 09:26    | Birkenfelder Land 1  | 14.22km | Sébastien Loeb                                  | 7:57.1  | Sébastien Loeb |
| 2 (16 SIE) | SS10    | 10:44    | Panzerplatte 1       | 30.38km | Sébastien Loeb                                  | 17:44.5 | Sébastien Loeb |
| 2 (16 SIE) | SS11    | 14:57    | Bosenberg 2          | 19.12km | Sébastien Loeb                                  | 10:50.6 | Sébastien Loeb |
| 2 (16 SIE) | SS12    | 15:30    | Freisen / Westrich 2 | 16.16km | Sébastien Loeb                                  | 9:30.4  | Sébastien Loeb |
| 2 (16 SIE) | SS13    | 16:05    | Birkenfelder Land 2  | 14.22km | Sébastien Loeb                                  | 7:56.3  | Sébastien Loeb |
| 2 (16 SIE) | SS14    | 17:23    | Panzerplatte 2       | 30.38km | Daniel Sordo                                    | 17:41.5 | Sébastien Loeb |
| 3 (17 SIE) | SS15    | 07:28    | Dhrontal 1           | 22.09km | François Duval                                  | 14:23.1 | Sébastien Loeb |
| 3 (17 SIE) | SS16    | 08:03    | Moselwein 1          | 18.08km | François Duval                                  | 10:43.9 | Sébastien Loeb |
| 3 (17 SIE) | SS17    | 10:41    | Dhrontal 2           | 22.09km | François Duval                                  | 14:15.7 | Sébastien Loeb |
| 3 (17 SIE) | SS18    | 11:16    | Moselwein 2          | 18.08km | François Duval                                  | 10:45.4 | Sébastien Loeb |
| 3 (17 SIE) | SS19    | 13:08    | Circus Maximus Trier | 4.37km  | Sébastien Loeb Andreas Mikkelsen Petter Solberg | 3:22.4  | Sébastien Loeb |

## Klasyfikacja po 10 rundach
Tabele przedstawiają tylko pięć pierwszych miejsc.

### Kierowcy
| Lp. | Kierowca           | Pkt |
| --- | ------------------ | --- |
| 1   | Sébastien Loeb     | 76  |
| 2   | Mikko Hirvonen     | 72  |
| 3   | Daniel Sordo       | 43  |
| 4   | Chris Atkinson     | 40  |
| 5   | Jari-Matti Latvala | 34  |

### Producenci
| Lp. | Producent                          | Pkt |
| --- | ---------------------------------- | --- |
| 1   | Citroën Total WRT                  | 123 |
| 2   | BP Ford Abu Dhabi World Rally Team | 115 |
| 3   | Subaru World Rally Team            | 69  |
| 4   | Stobart VK Ford Rally Team         | 51  |
| 5   | Munchi's Ford WRT                  | 19  |